# Sheskinmore Lough SPA
Sheskinmore Lough SPA este o arie protejată (arie de protecție specială avifaunistică — SPA) din Irlanda întinsă pe o suprafață de 563,04 ha, integral pe uscat.

## Localizare
Centrul sitului Sheskinmore Lough SPA este situat la coordonatele 54°48′23″N 8°28′16″W / 54.806257°N 8.471189°V.

## Înființare
Situl Sheskinmore Lough SPA a fost declarat arie de protecție specială avifaunistică în septembrie 1996 pentru a proteja 5 specii de animale.

## Biodiversitate
Situată în ecoregiunea atlantică, aria protejată nu include niciun habitat protejat.
La baza desemnării sitului se află mai multe specii protejate de  păsări (5): Anser albifrons flavirostris, Branta leucopsis, erete vânăt (Circus cyaneus), Pyrrhocorax pyrrhocorax, nagâț (Vanellus vanellus).
Pe lângă speciile protejate, pe teritoriul sitului au mai fost identificate 2 specii de plante, 1 specie de păsări, 2 specii de mamifere, 1 specie de nevertebrate.